# 케퍼베르크
케퍼베르크(Käferberg, 해발 571m)와 바이드베르크(Waidberg, 해발 601m)는 각각 스위스의 취리히 운터란트와 리마트 계곡과 함께 취리히, 취리히제, 알비스 산맥 및 위틀리베르크의 도심이 내려다보이는 언덕 산맥의 정상이다.

## 지리
케퍼베르크(스위스 독일어 : 쉐퍼베르크 Chäferberg는 ‘딱정벌레의 산’을 의미)와 바이드베르크(초원의 산)는 리마트 계곡 북쪽에 있는 긴 산의 봉우리이다. 그것은 횡크의 취리히 지구, 빕킹엔 및 아폴터른, 부히에크플라츠와 ETH-횡거베르크 사이, ‘과학 도시’로 알려져 있으며, 뷔렌로스로 가는 리마트 계곡의 북쪽 경계로 향하는 서쪽 횡거베르크에 있다. 동쪽에서 케퍼베르크는 작은 취리히시에서 글라트 계곡으로 이어지는 취리히베르크의 부히에크플라츠 (472m)와 밀히부크(476m) 사이의 고개. 북쪽에서 이 지역은 글라트 계곡, 벤 계곡 및 푸르트 계곡과 접해 있다.
가장 높은 지점(바이드베르크)은 리마트 계곡 위 약 200m이다. 케퍼베르크-바이드베르크는 북서쪽에서 남동쪽으로 각각 봉우리 산맥의 일부이다. 횡거베르크(541m), 케퍼베르크-바이드베르크, 취리히베르크(676m), 아들리스베르크(701m), 외쉬(696m), 바스베르크(715m), 포어히 고개, 굴데넨 (778m) 및 파넨슈틸 (873m).

## 볼거리
그림 같은 위치이며, 남서쪽 상단은 취리히시와 리마트 계곡이 내려다보이는 레스토랑의 위치이기도 하다. 산의 위쪽 지역은 대부분 삼림 지대이며 피크닉 장소가 있는 인기 있는 레크리에이션 지역이며, 또한 부히에크플라츠에서 아르가우 및 비타 파쿠르로 향하는 하이킹 루트가 있다. 취리히의 도시 지역에서는 드물게 센타우레아, 샐비어 프라텐시스, 크나우티아, 남서쪽 언덕 위의 모래 도마뱀이 있다. 쉬렌베르게르텐은 남부 및 북부 상부에도 일반적이다. 그만큼 베르메바트 케퍼베르크는 도시 병원 바이드(바이드슈피탈)와 사슴이 서식하는 병원 근처의 남쪽에 위치해 있다.
또 다른 레스토랑, 테니스 클럽 및 작은 TV 타워는 바이드베르크 정상의 삼림지대에 위치하며, 현재 인기있는 피크닉 장소이기도 한 이전 프라이바트 (공중 노천탕) 바이드바트 근처에 있다. 이 지역은 ETH-횡거베르크에서 멀지 않은 공터에서 레크리에이션과 스포츠로 사용된다. 바이드바트 바이드바트를 웰빙 장소로 새롭게 하고 실내 목욕탕, 사우나, 카페테리아, 완벽한 기반 시설 및 매력적인 야외 부지를 포함하는 소위 ‘숲 스파’에 이 지역을 통합하는 프로젝트가 있었다.

## ETH 취리히 과학 도시
과학 도시는 횡거베르크 언덕 서쪽의 케퍼베르크 동쪽 경사면에 각각 위치한 ETH 취리히의 캠퍼스이다 (공식적으로 캠퍼스 이름도 "ETH 횡거베르크"임). ETH 취리히는 이를 대학 캠퍼스의 비전이자 다양한 조치를 통해 ETH 사이트를 보다 나은 삶의 질을 가진 장소로 변화시킬 “브레인스토밍 문화의 도시 지구”로 선언한다. 또한 ETH 취리히가 미래 생활과 인지 공간의 선구적이고, 상징적인 개발을 기반으로 하는 미래 프로젝트를 실현할 수 있는 플랫폼으로 선언했다.

## 교통
부히에크플라츠까지 트램 11번과 15번, 프란켄탈까지 남쪽 지역을 따라 트램 13번, 버스 라인 80 욀리콘 – 알트슈테텐–트리믈리, 버스 라인 38(Höngg), 트롤리버스 라인 46(City–Rütihof) 및 버스 라인 69 (밀히부크-횡거베르크)는 산악 지역의 다른 부분까지 이어진다.
길이 2,119m의 케퍼베르크 터널은 취리히 S-반 노선 S5, S6, S7, S16을 포함하여 하르트브뤼케와 욀리콘역 사이를 운행하는 기차를 운반하는 언덕의 어깨 아래를 달리고 있다.
2014년 9월 ETH 횡거베르크 ‘과학 도시’에 서비스를 제공하는 새로운 철도 터널 및 지하철역 건설에 대한 연구가 발표되었다. 새로운 터널은 현재 서비스 S6에서 사용 중인 기존 케퍼베르크 터널 및 욀리콘역을 통한 간접 경로와 달리 하르트브뤼케와 레겐스도르프역 사이를 직접 운행한다.

## 역사
취리히 요새 외부에 있는 총 15개의 요새 와 레치넨 (방벽) 외에도 이 지역은 17세기에 취리히 시의 소위 세 번째 요새의 일부였다. 1907년부터 ‘추어 바이트’(Zur Waid) 주택은 작은 공립 병원인 크란켄하임(Krankenheim)으로 사용되었다. 소위 바이드구트(Waidgut)는 1962/3 이후 케어센터 케퍼베르크인 도시 요양원으로 1918년에 재건되었다. 이전 시정촌 횡크(Höngg)의 통합의 일환으로 시민들이 소유한 케퍼베르크의 산림 지역은 1934년 취리히시와 이전 도시 산림의 다른 지역에 매각되었다. 거기에 위치. 오늘날에도 ‘과학 도시’의 바로 옆에는 크고 인접한 농지가 있다.